# 韋斯捷爾尼恰尼
47°43′8″N 29°32′25″E / 47.71889°N 29.54028°E
韋斯泰爾尼恰尼（烏克蘭語：Вестерничани）是位於烏克蘭西南部的村莊，由敖德萨州波季利斯克区的庫亞利尼克市鎮負責管轄。該村始建於1812年，面積0.42平方公里，海拔高度232米，2001年人口753，人口密度每平方公里1,792.86人。